# روابط چین و روم باستان

نیمکرهٔ شرقی در سال ۵۰ م.، اواسط سده نخست میلادی

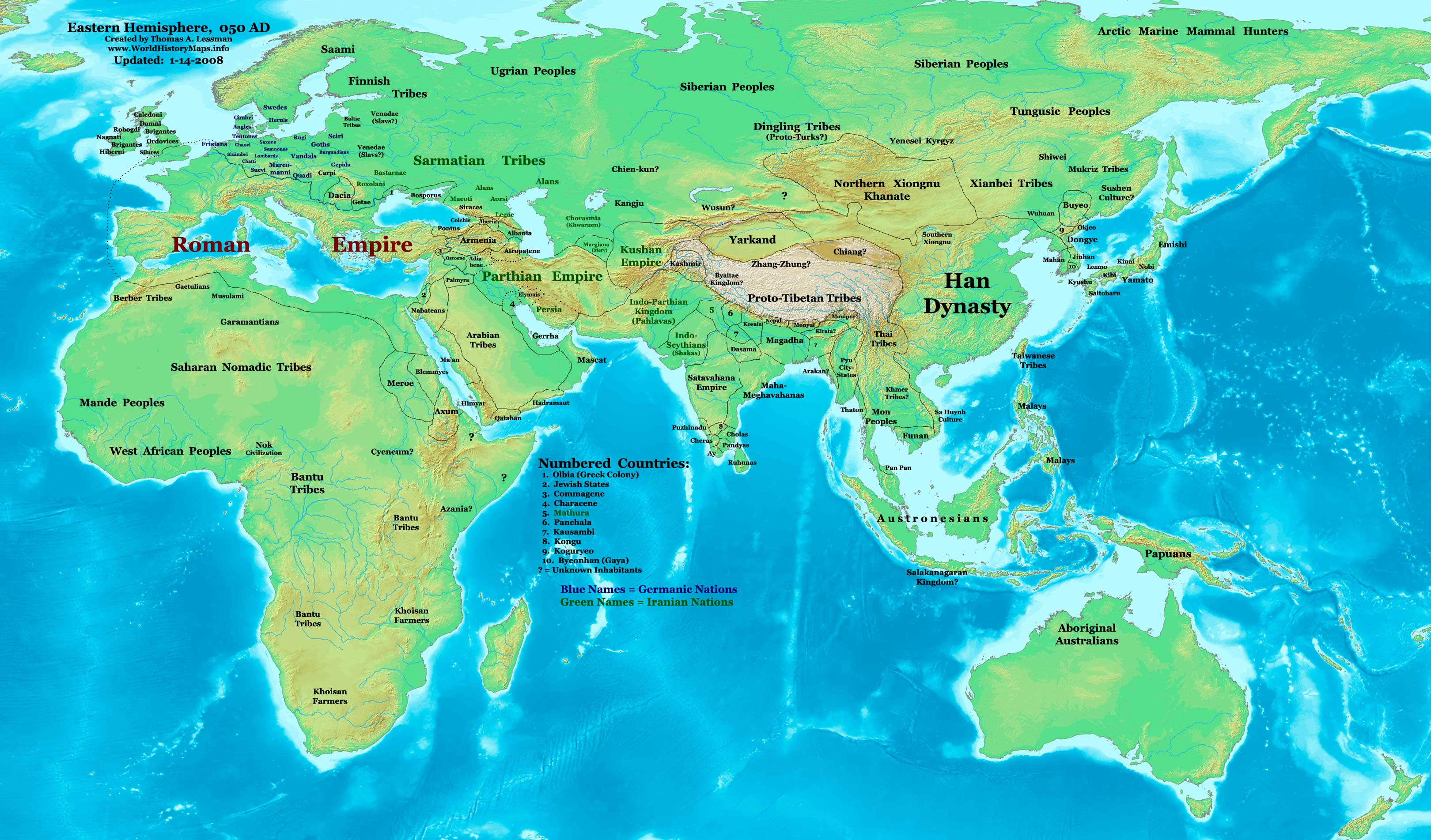
نیمکره خاوری در سال ۵۰ پس از میلاد، میانه‌های سده نخست

روابط چین و روم شامل تماس‌ها و گردش (بیشتر غیرمستقیم) کالاهای بازرگانی، اطلاعات و مسافران گاه‌به‌گاه میان امپراتوری روم و امپراتوری هان و بعدتر میان امپراتوری روم شرقی و دودمان‌های مختلف چینی بود. این امپراتوری‌ها هنگام گسترش روم به «شرق نزدیک باستان» و تاخت‌وتاز چین (امپراتوری هان) به آسیای میانه کم‌کم به یکدیگر نزدیک‌تر شدند. آگاهی این دو از هم ناچیز بود و دانش پایدارشان دربارهٔ یکدیگر کم بود. شواهدی که باقی مانده، تنها چند تلاش برای پیوند مستقیم را نشان می‌دهد. امپراتوری‌های میان چین و روم مانند اشکانیان و کوشانیان که به دنبال نگهداری از کنترل‌شان بر بازرگانی پرسود ابریشم بودند، از پیوند مستقیم این دو پیشگیری کردند. در سال ۹۷ م، سردار چینی بان چائو کوشید فرستادهٔ خود گان ینگ را به رم بفرستد، ولی اشکانیان گان را از رسیدن به فراسوی خلیج فارس بازداشتند. تاریخ‌نگاران چین باستان، داستان فرستاده شدن چندین فرستاده رومی به چین را ثبت کرده‌اند. نخستین نمونهٔ ثبت‌شده، گویا از سوی امپراتور روم آنتونینوس پیوس یا از سوی پسرخوانده‌اش مارکوس اورلیوس، در سال ۱۶۶ م به خاک چین درآمد.
برخی تاریخ‌نگاران دیگر سال‌های ۲۲۶ و ۲۸۴ م را سال درآمدن فرستادگان رومی به خاک چین نگاشته‌اند و پس از آن یک درنگ چندصدساله تا نخستین سفارت ثبت‌شده بیزانس در سال ۶۴۳ م دیده می‌شود.
دادوستد غیرمستقیم کالا در خشکی در راستای جاده ابریشم و راه‌های دریایی دربرگیرنده کالاهایی هم‌چون ابریشم چینی، جام و پیمانه و دوری‌های شیشه‌ای رومی و پارچه باکیفیت بود.
سکه‌های رومی ضرب‌شده پس از سدهٔ نخست م و یک سکه از ماکسیمیان (امپراتور روم از ۲۸۶ تا ۳۰۵ پس از میلاد) در چین یافت شده است. همچنین نشان‌های دوره پادشاهی آنتونینوس پیوس (r. ۱۳۸–۱۶۱ پس از میلاد) و مارکوس اورلیوس (۱۶۱–۱۸۰ پس از میلاد) در جیائوژی یعنی همان بخشی که بن‌مایه‌هایی چینی می‌گویند رومی‌ها برای نخستین بار در آن فرود آمدند، یافت شده است.
ظروف شیشه‌ای و نقره‌ای رومی در جایگاه‌های باستان‌شناسی چینی دورهٔ هان (۲۰۲ پ‌م تا ۲۲۰ پس از میلاد) یافت شده است. سکه‌های رومی و مهره‌های شیشه‌ای نیز در مجمع‌الجزایر ژاپن یافت شده است.
در بن‌مایه‌های کلاسیک، دشواری شناسایی ارجاع به چین باستان با تفسیر واژهٔ لاتین Seres بیشتر می‌شود، که معنای آن در نوسان بود و می‌توانست چندین تیره‌وتبار آسیایی در یک سرزمین گسترده از هند تا چین را نشان دهد. در نوشته‌های چینی، امپراتوری روم با نام داکین یا کین بزرگ شناخته می‌شد.
منابع چینی مستقیماً داکین را با فولین (拂菻) متأخر در پیوند می‌دانند که پژوهشگرانی مانند فردریش هیرت آن را امپراتوری بیزانس شناسانده‌اند. بن‌مایه‌های چینی چندین سفارت فولین (امپراتوری بیزانس) را که در زمان دودمان تانگ (۶۱۸–۹۰۷ پس‌ازمیلاد) به چین رسیدند و همچنین محاصرهٔ قسطنطنیه از سوی نیروهای معاویه یکم در سال‌های ۶۷۴–۶۷۸ پس از میلاد را بازگو می‌کنند.
گیتاشناسان امپراتوری روم، مانند بطلمیوس در سدهٔ دوم پس از میلاد، طرحی تقریبی از خاور اقیانوس هند، مانند شبه‌جزیره مالایا و فراتر از آن، خلیج تایلند و دریای جنوبی چین پیش نهادند.
به‌گمان بسیار «گتیگارا» ی بطلمیوس، همان Óc Eo ویتنام بود، جایی که نمونه‌های رومی دوران دودمان آنتونین در آن یافت شده است. جغرافی‌دانان چینی باستان در نوشته‌هایشان دانش کلی‌ای از غرب آسیا و استان‌های شرقی رم نشان دادند.
تاریخ‌نگار بیزانسی سدهٔ هفتم پس از میلاد، تئوفیلاکت سیموکاتا، از یکپارچگی دوباره چین تحت فرمانروایی دودمان سوئی (۵۸۱ تا ۶۱۸ پس از میلاد) نوشت و بازگو کرد که نیمه شمالی و جنوبی کشورهای جداگانه‌ای بودند که تازگی‌ها در حال جنگ بودند.